# Booker T. & the M.G.'s
Booker T. & the M.G.'s byla americká instrumentální R&B a jazzová hudební skupina, založená v roce 1962 v Memphisu ve státě Tennessee. Kapela je považována za vlivnou ve formování zvuku jižanského soulu a memphiského soulu. Původními členy skupiny byli Booker T. Jones (varhany, klavír), Steve Cropper (kytara), Lewie Steinberg (basa) a Al Jackson, Jr. (bicí). V 60. letech, jako členové skupiny Mar-Keys — rotující sestavy hudebníků, kteří tvořili studiovou kapelu vydavatelství Stax Records — hráli na stovkách nahrávek interpretů jako Wilson Pickett, Otis Redding, Bill Withers, Sam & Dave, Carla Thomas, Rufus Thomas, Johnnie Taylor a Albert King. Zároveň vydávali i instrumentální nahrávky pod vlastním jménem, včetně hitového singlu „Green Onions“ z roku 1962. Jako tvůrci jedinečného „staxovského“ zvuku byli jednou z nejplodnějších, nejrespektovanějších a nejnapodobovanějších skupin své doby.
V roce 1965 nahradil Steinberga Donald „Duck“ Dunn, který se skupinou hrál až do své smrti v roce 2012. Al Jackson Jr. byl zavražděn v roce 1975, po čemž se Dunn, Cropper a Jones několikrát znovu sešli, a to s různými bubeníky, včetně Willieho Halla, Antona Figa, Stevea Jordana a Stevea Pottse.
Kapela byla uvedena do Rock and Roll Hall of Fame v roce 1992, do Musicians Hall of Fame and Museum v Nashvillu v roce 2008, do Memphis Music Hall of Fame v roce 2012 a do Blues Hall of Fame v roce 2019.
Díky dvěma bílým členům (původně Cropper a Steinberg, později Cropper a Dunn) a dvěma černošským členům (Jones a Jackson Jr.) byli Booker T. & the M.G.'s jednou z prvních rasově smíšených rockových skupin, a to v době, kdy byl soul a zejména memphiská hudební scéna obecně považovány za výsadu černošské kultury.

## Členové
Dřívější členové
- Booker T. Jones – varhany, klavír, klávesy, baskytara, kytara (1962–1971, 1975–1977, 1992–2012)
- Steve Cropper – kytara (1962-1971, 1975-1977, 1992–2012)
- Steve Potts – bicí 1999–2012
- Al Jackson, Jr. – bicí (1962-1971, 1973-1975)
- Lewie Steinberg – baskytara (1962-1965)
- Donald Dunn – baskytara (1965-1971, 1973-1977, 1994-2012)
- Bobby Manuel – kytara (1973-1975)
- Carson Whitsett – varhany, klavír (1973-1975)
- Willie Hall – bicí (1975-1977)
- Anton Fig – bicí (1994-2002)
- Steve Jordan – bicí (1994-2002)

## Diskografie
- 1962: Green Onions
- 1965: Soul Dressing
- 1966: And Now!
- 1966: In the Christmas Spirit
- 1967: Hip Hug-Her
- 1967: Back To Back (koncertní album)
- 1968: Doin' Our Thing
- 1968: Soul Limbo
- 1969: Up Tight (soundtrack)
- 1969: The Booker T Set
- 1970: McLemore Avenue
- 1971: Melting Pot
- 1973: The MG's
- 1977: Universal Language
- 1994: That's The Way It Should Be